# Georgisch-portugiesische Beziehungen

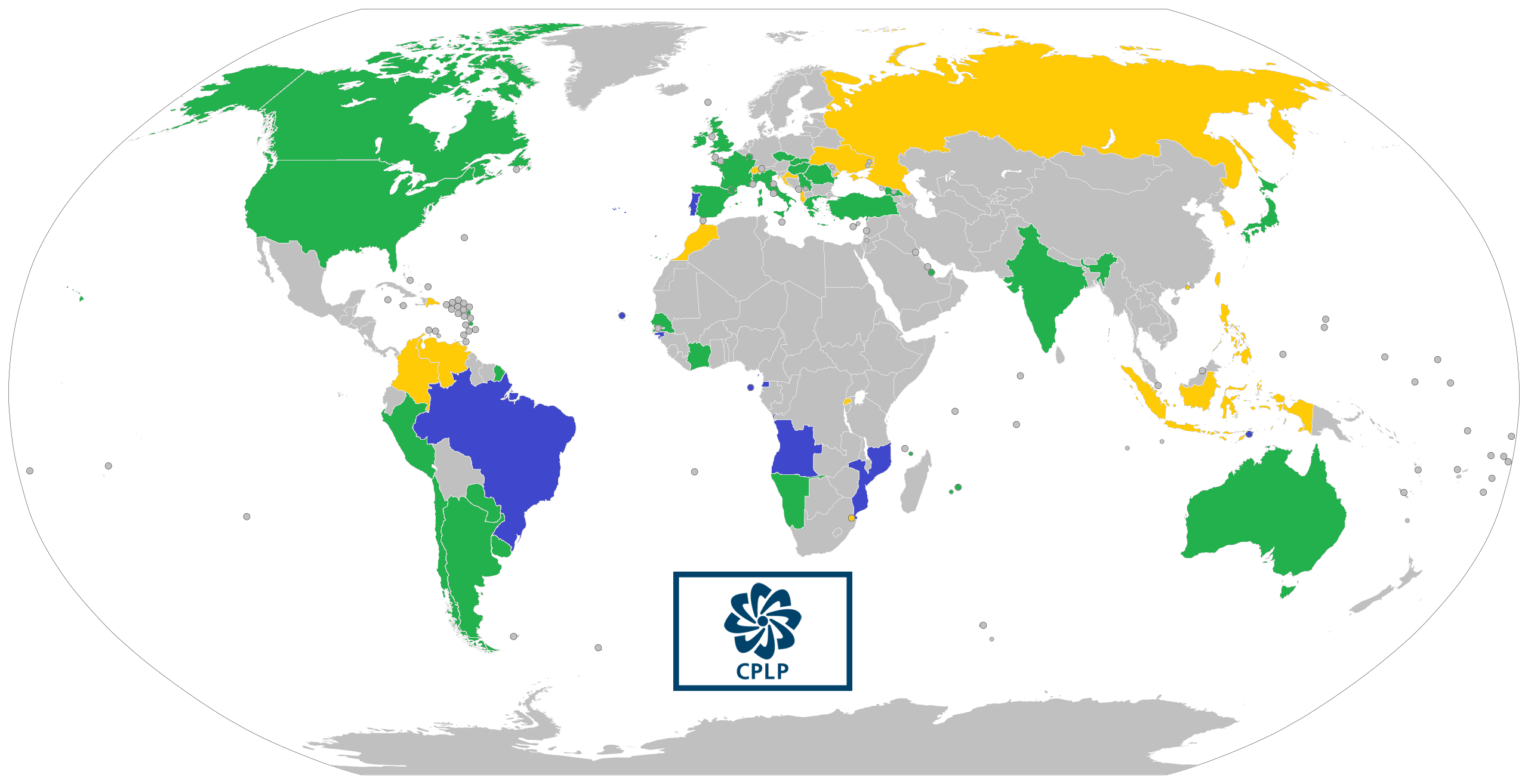
Weltkarte mit den Staaten der CPLP

Die georgisch-portugiesischen Beziehungen beschreiben das zwischenstaatliche Verhältnis von Georgien und Portugal. Die Länder unterhalten seit 1992 direkte diplomatische Beziehungen. Sie gehören beide u. a. der OSZE und dem Europarat an. Seit 2014 hat Georgien zudem Beobachterstatus in der Gemeinschaft der Portugiesischsprachigen Länder.

## Geschichte
Nach der Unabhängigkeit Georgiens 1991 erkannte die Republik Portugal den neuen Staat an. Am 23. Mai 1992 nahmen beide Länder direkte diplomatische Beziehungen auf.
Am 23. Juli 2014 wurde Georgien auf der CPLP-Konferenz in Dili assoziierter Beobachter in der Gemeinschaft der Portugiesischsprachigen Länder (CPLP). In Georgien wurde im Vorfeld die Lehre und Forschung der Lusitanistik vorangetrieben, insbesondere ab dem Kooperationsabkommen 2012 zwischen dem portugiesischen Kulturinstitut Instituto Camões und der staatlichen Universität in Tiflis.

## Diplomatie
Portugal und Georgien nahmen 1992 diplomatische Beziehungen auf. Als erster portugiesischer Botschafter in Georgien akkreditierte sich in Tiflis 1996 João Pacheco Luís Gomes, Portugals Botschafter in Moskau. Eine ständige Botschaft in Tiflis hat Portugal bisher nicht eröffnet und ist dort über seine Botschaft in der türkischen Hauptstadt Ankara doppelakkreditiert.
In Tiflis ist ein portugiesisches Honorarkonsulat präsent.
Georgien unterhält seine Botschaft in der portugiesischen Hauptstadt Lissabon in der Rua Fernão Soares Nr. 6-A. Dies ist auch Georgiens Verbindungsbüro zur Gemeinschaft der Portugiesischsprachigen Länder (CPLP).
Georgische Konsulate sind in Portugal keine eröffnet.

## Wirtschaft
Im Jahr 2015 exportierte Portugal Waren im Wert von 25,85 Mio. Euro nach Georgien (2014: 27,07 Mio.; 2013: 19,22 Mio.; 2012: 5,74 Mio.; 2011: 4,30 Mio.), davon 69,1 % Erze und Minerale, 12,5 % Holz und Kork, 6,2 % Papier und Zellulose und 3,0 % chemisch-pharmazeutische Produkte.
Im gleichen Zeitraum lieferte Georgien Waren im Wert von 0,13 Mio. Euro an Portugal (2014: 1,49 Mio.; 2013: 2,27 Mio.; 2012: 4,56 Mio.; 2011: 1,68 Mio.), davon 81,7 % Bekleidung, 10,7 % Lebensmittel, 3,8 % Schuhe und 3,5 % Leder und Häute.
Damit stand Georgien für den portugiesischen Außenhandel 2015 an 72. Stelle als Abnehmer und an 158. Stelle als Lieferant. Im georgischen Außenhandel 2015 stand Portugal damit an 83. Stelle unter den Abnehmern und an 31. Stelle unter den Lieferanten.

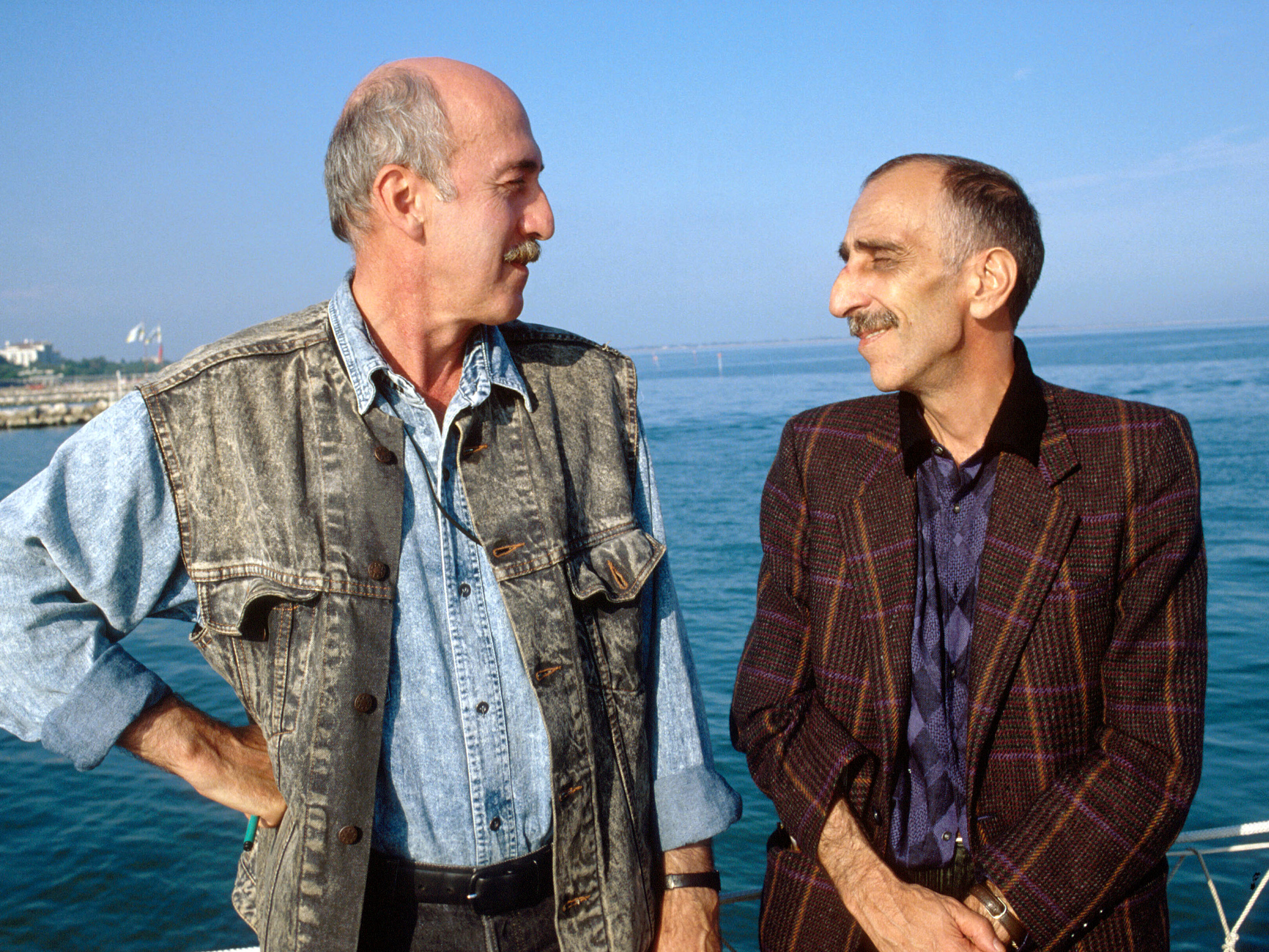
Der georgische Regisseur Otar Iosseliani (li.) und der portugiesische Regisseur João César Monteiro (re.) 1989 in Venedig

## Kultur
Das portugiesische Kulturinstitut Instituto Camões ist mit einem Sprachzentrum in Tiflis und einem Lektorat an der Staatlichen Universität Tiflis präsent.

## Sport

### Fußball
Die Fußballverbände beider Länder gehören der UEFA an, auch wenn Georgien geografisch zu Asien gehört.
Die vom 1990 gegründeten Georgischen Fußballverband betreute Georgische Fußballnationalmannschaft spielte erst einmal gegen die Portugiesische Fußballnationalmannschaft (Stand Januar 2017). Am 31. Mai 2008 unterlag sie dabei im portugiesischen Viseu mit 0:2.
Die Portugiesische und die Georgische Frauennationalmannschaft traten bisher noch nicht aufeinander (Stand Januar 2017).
Gelegentlich spielen georgische Fußballspieler auch für portugiesische Vereine. Nationaltorwart Giorgi Makaridse etwa spielte zwischen 2014 und 2020 bei mehreren portugiesischen Klubs.

### Andere
Der portugiesische Judoka Anri Egutidze wurde 1996 in Georgien geboren. 2020 wurde er erstmals portugiesischer Meister, bei den Judo-Weltmeisterschaften 2021 holte er Bronze für Portugal.